# 4-H

Logo von 4-H

4-H ist eine internationale Organisation für Kinder und Jugendliche. Die Organisation wurde 1902 in Clark County (Ohio), USA gegründet. Der Name der Organisation stammt von den vier englischen Wörtern head, hands, heart und health (zu deutsch etwa: Kopf und Hand, Herz und Gesundheit). Die Organisation existiert nicht in Deutschland, ist aber mit der Landjugend vergleichbar.

## Geschichte
Die ursprünglichen Ziele der politisch und religiös ungebundenen Organisation waren, die Arbeitslosigkeit und die Unzufriedenheit von Jugendlichen zu verringern und die wachsende Bevölkerungsbewegung vom Land in die Stadt zu hemmen. Die Organisation versuchte, ihre Ziele durch die Förderung der dörflichen Gemeinschaft und die Ausbildung in land- und hauswirtschaftlichen Bereichen zu erreichen. Sie gab Jugendlichen auch die Möglichkeit zur Erlernung von Fertigkeiten, die im Alltagsleben und auf dem Arbeitsmarkt gebraucht werden. Die Jugendlichen, die auf dem Lande wohnten, waren ihre erste Zielgruppe, und 4-H versuchte ihnen zu zeigen, dass es möglich ist, seinen Lebensunterhalt auch außerhalb der großen Städte zu verdienen. Am Anfang waren alle Veranstaltungen, Klubs und Schulungen an Jugendliche auf dem Land gerichtet, heute können aber auch Kinder und Jugendlichen aus Städten an den unterschiedlichen Aktivitäten teilnehmen.
Derzeit ist die Organisation in mehr als 80 Ländern vertreten und verfügt weltweit über rund 80.000 lokale Gruppen. Die Lokalorganisationen sind selbstständig, aber sie kooperieren miteinander u. a. durch das IFYE-Austauschprogramm (International Four-H Youth Exchange).
Spenden kommen von Unternehmen (beispielsweise Toyota und Coca-Cola) sowie von Privatpersonen.

## Aktivitäten

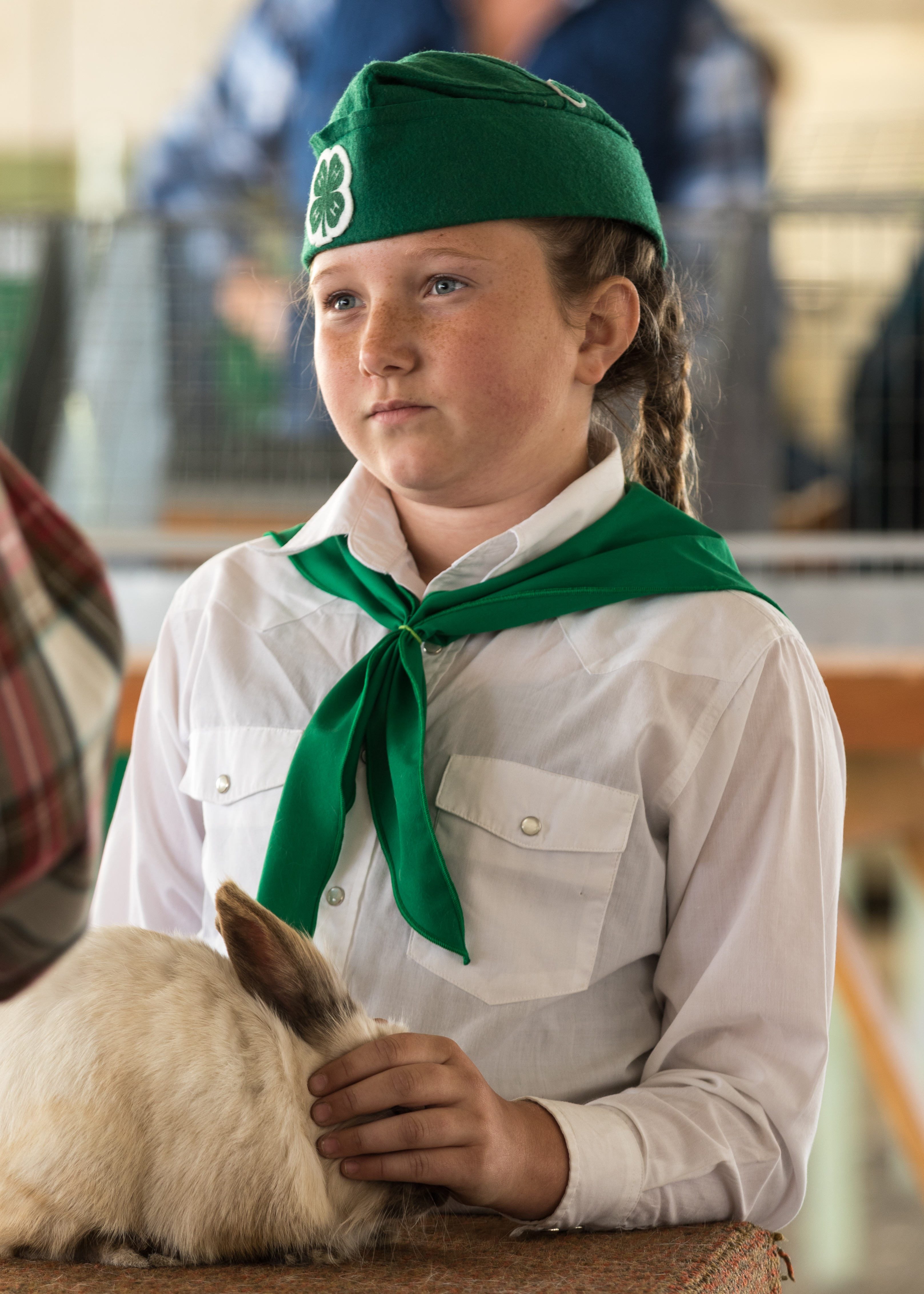
Ein Mädchen präsentiert ihr Kaninchen auf der Calaveras County Fair, einer Landmesse in Kalifornien

Der Kerngedanke ist, ein ausgewogenes Heranwachsen von Kindern und Jugendlichen zu unterstützen und ihnen beizubringen, Verantwortung zu übernehmen. Die Organisation schätzt Unternehmungsgeist, Gerechtigkeit, Toleranz, Geschäftigkeit, Eigeninitiative und Kooperationsfähigkeit. Die wichtigsten Themen sind Erziehung zur Internationalität, soziale Interaktion und Umwelterziehung.

## Zusammenarbeit mit Schulen
Die Organisation organisiert in Zusammenarbeit mit Schulen Nachmittagsklubs, Wettbewerbe, Kurse und Schulungen. Meistens behandeln die Wettbewerbe und Schulungen Themen wie Natur und Umwelt, Unternehmungslust und Toleranz.

## Freiwilligkeit
Die Freiwilligen haben viele verschiedene Rollen. Sie können z. B. Klubs, Camps, Kurse und Ereignisse leiten oder einem Austauschjugendlichen eine Unterkunft zur Verfügung stellen. Sie können auch beim Zentralamt einer Lokalorganisation arbeiten, um dort neue Ideen zu entwickeln.

## Klubs
Bei der Organisation gibt es viele verschiedene Klubs. Die beliebtesten sind die 4H-Nachmittagsklubs, die in sehr vielen Mitgliedsländern durchgeführt werden. Das Prinzip der Nachmittagsklubs ist learning by doing. Die Jugendlichen, die die 4H-Nachmittagsklubs besuchen, lernen u. a. kochen, Haustiere pflegen, basteln oder sie lernen andere Kulturen kennen.
Viele Klubs konzentrieren sich auch auf ein Hauptthema, so gibt es z. B. Koch-, Natur-, Pferde-, Handarbeit- und internationale Klubs.

## Schulungen
Die Organisation organisiert verschiedene Schulungen und Kurse für Jugendliche. Die Themen der Kurse variieren zum Teil in den Mitgliedsländern. Es gibt z. B. Klubleiter-, Campleiter- und Dogsitterschulungen. Auch ein Senioren- und Freundschaftsservice gehört zu den Aktivitäten von 4H. Dabei geht es z. B. darum, älteren Menschen beim Einkaufen zu helfen oder einsamen Jugendlichen ein Freund zu sein.

## Konferenzen

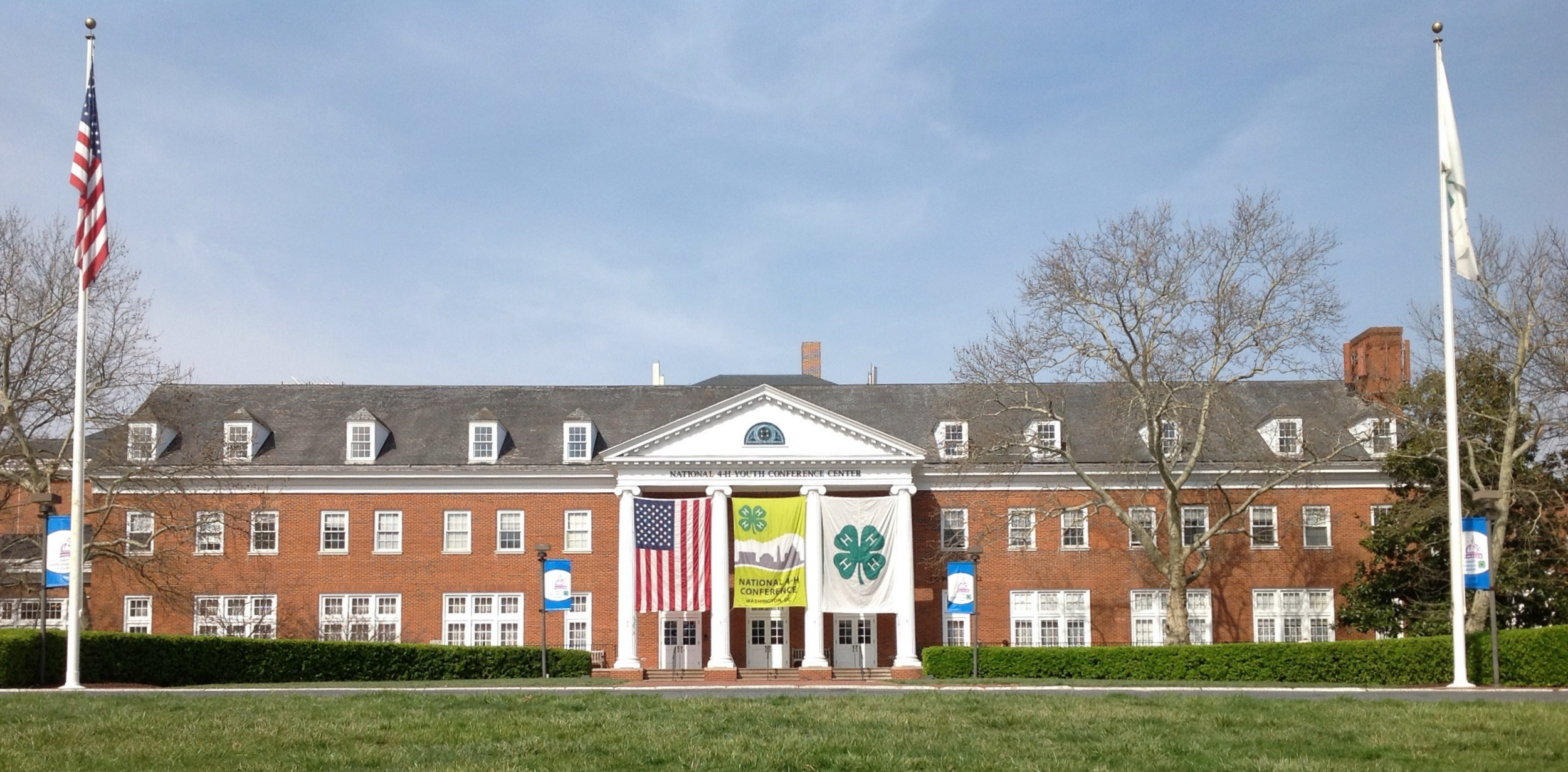
National 4-H Youth Conference Center in Chevy Chase, Maryland

Es werden verschiedene Konferenzen für Jugendliche und Erwachsene veranstaltet.
Die fünftägige National 4-H Conference wird seit 1998 in Atlanta, Georgia jährlich am Thanksgiving-Wochenende für Jugendliche zwischen 14 und 19 Jahren wird in Zusammenarbeit mit dem US-amerikanischen Landwirtschaftsministerium USDA durchgeführt.
Die einwöchige Citizenship Washington Focus ist ein Angebot für High School Schüler.
4-H veranstaltet zudem folgende nationale Konferenzen:
- National 4-H Dairy Conference[4]
- Eastern National 4-H Horse Roundup[5]
- Western National 4-H Horse Roundup[6]
- National 4-H Shooting Sports Invitational Match[7]

## Internationalität
Die Mitgliedsorganisationen aus verschiedenen Ländern kooperieren miteinander durch das IFYE-Austauschprogramm (International Four-H Youth Exchange). Bei vielen Lokalorganisationen gibt es die Möglichkeit, für wenige Wochen oder für zwei bis drei Monate ins Ausland zu einer Gastfamilie zu reisen.
Die Lokalorganisationen veranstalten auch internationale Sommercamps und Kurzreisen in verschiedene Länder. Viele von ihnen leisten auch Entwicklungszusammenarbeit, u. a. mit Ländern in Afrika.